# Pseudodiploria strigosa

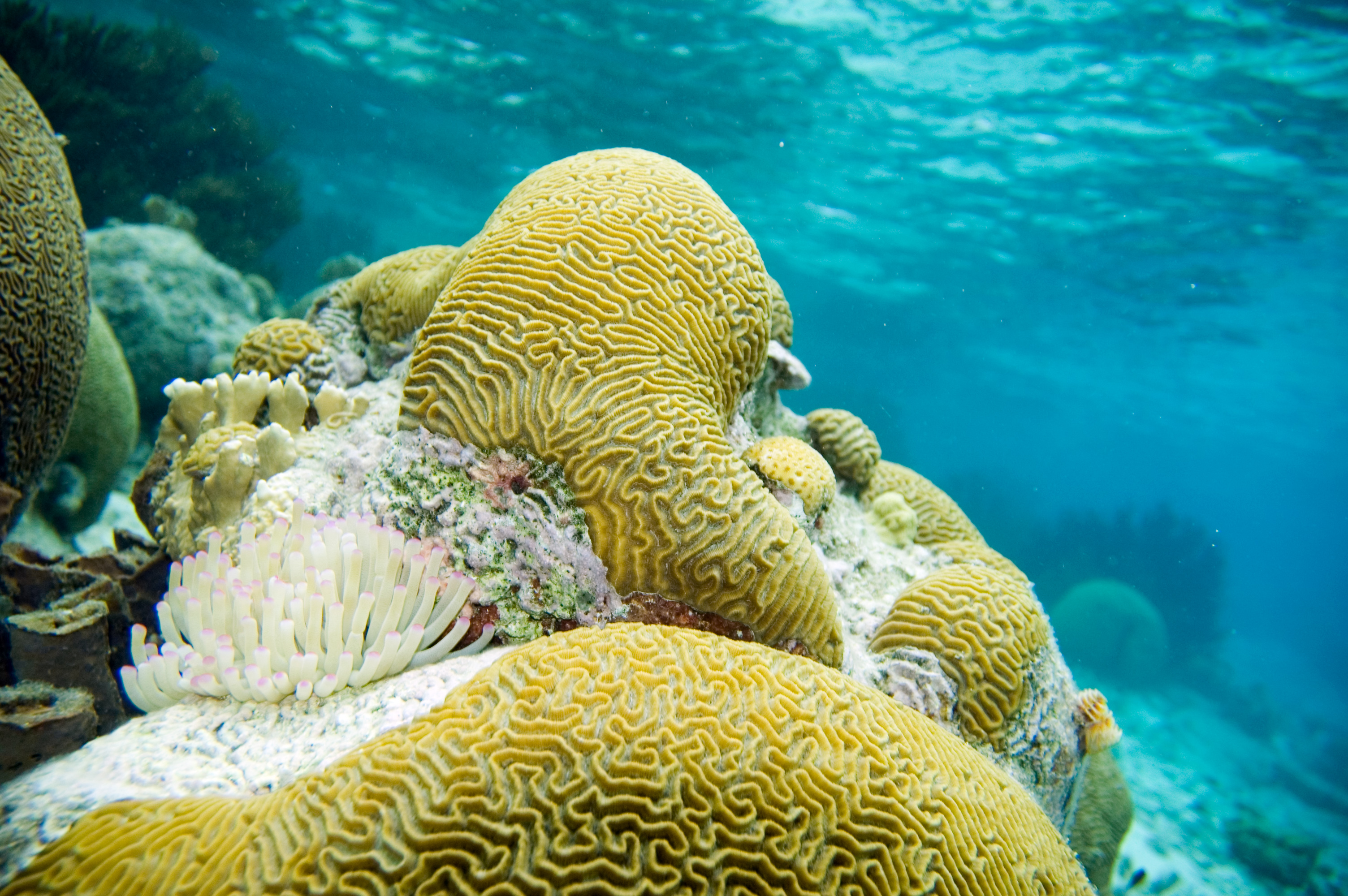
Anémona Condylactis gigantea entre colonias de P. strigosa, en Bonaire

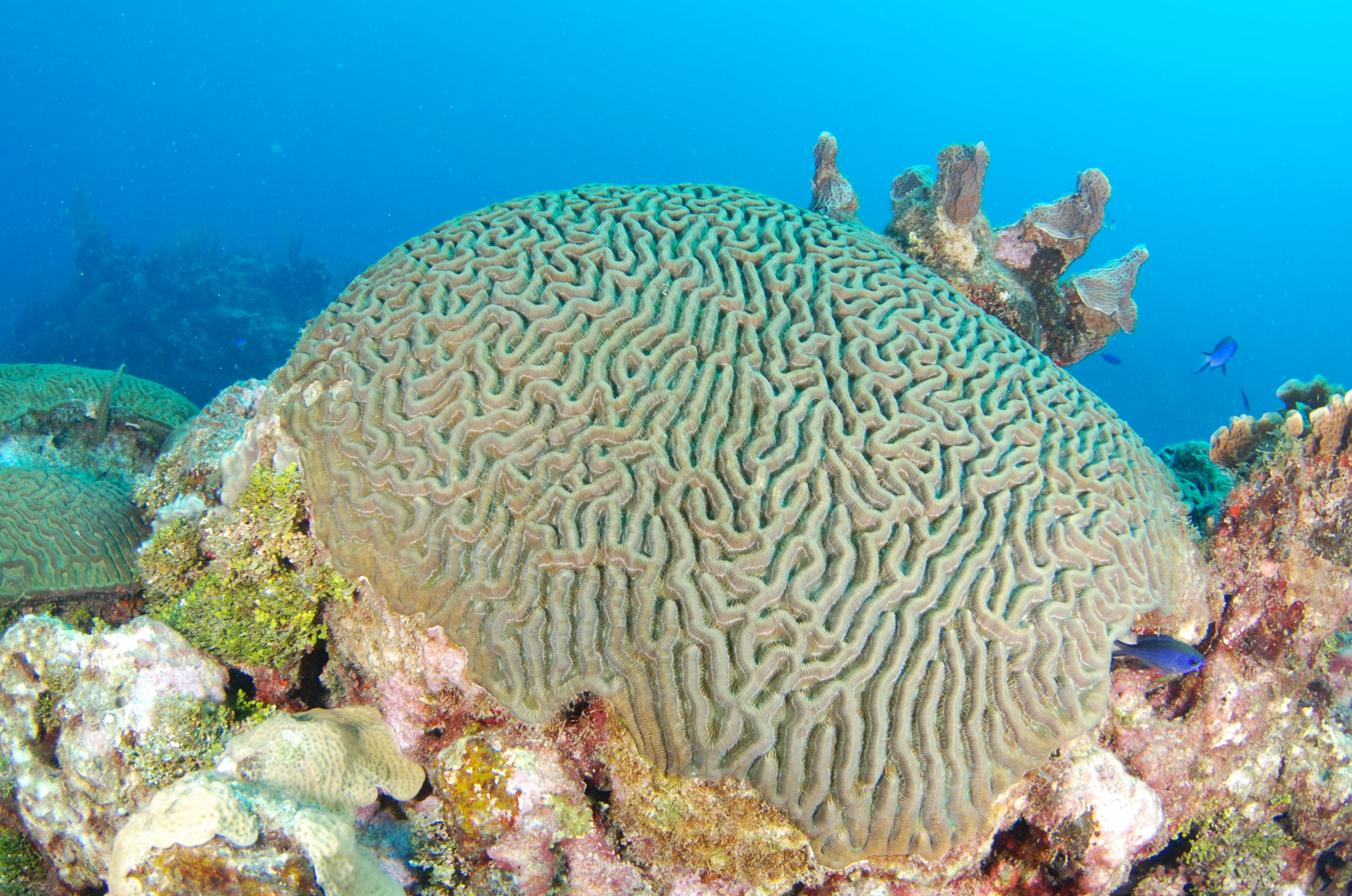
P. strigosa con su típica forma de cúpula

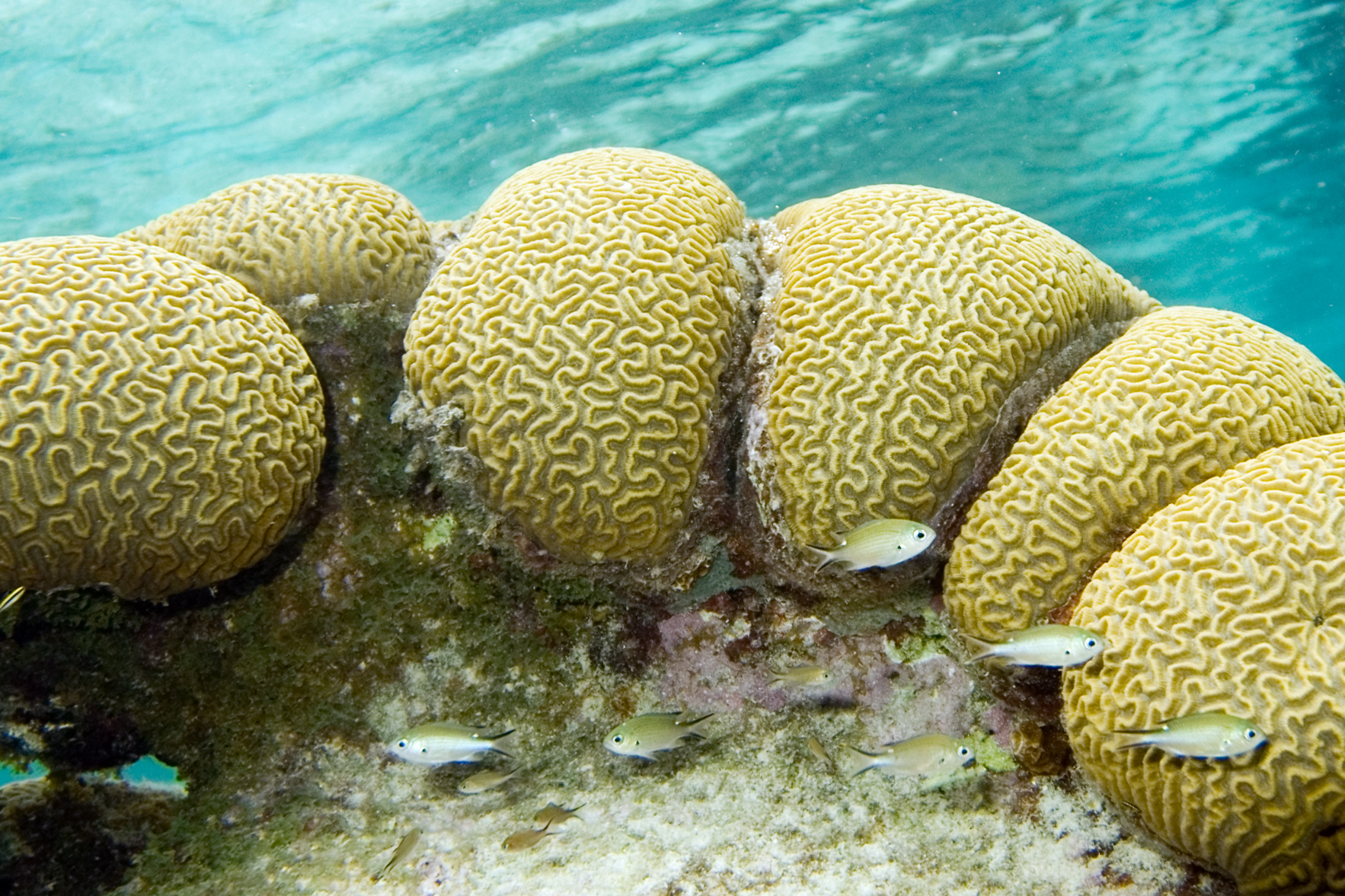
Grupo de Chromis multilineata entre colonias de P. strigosa, Bonaire

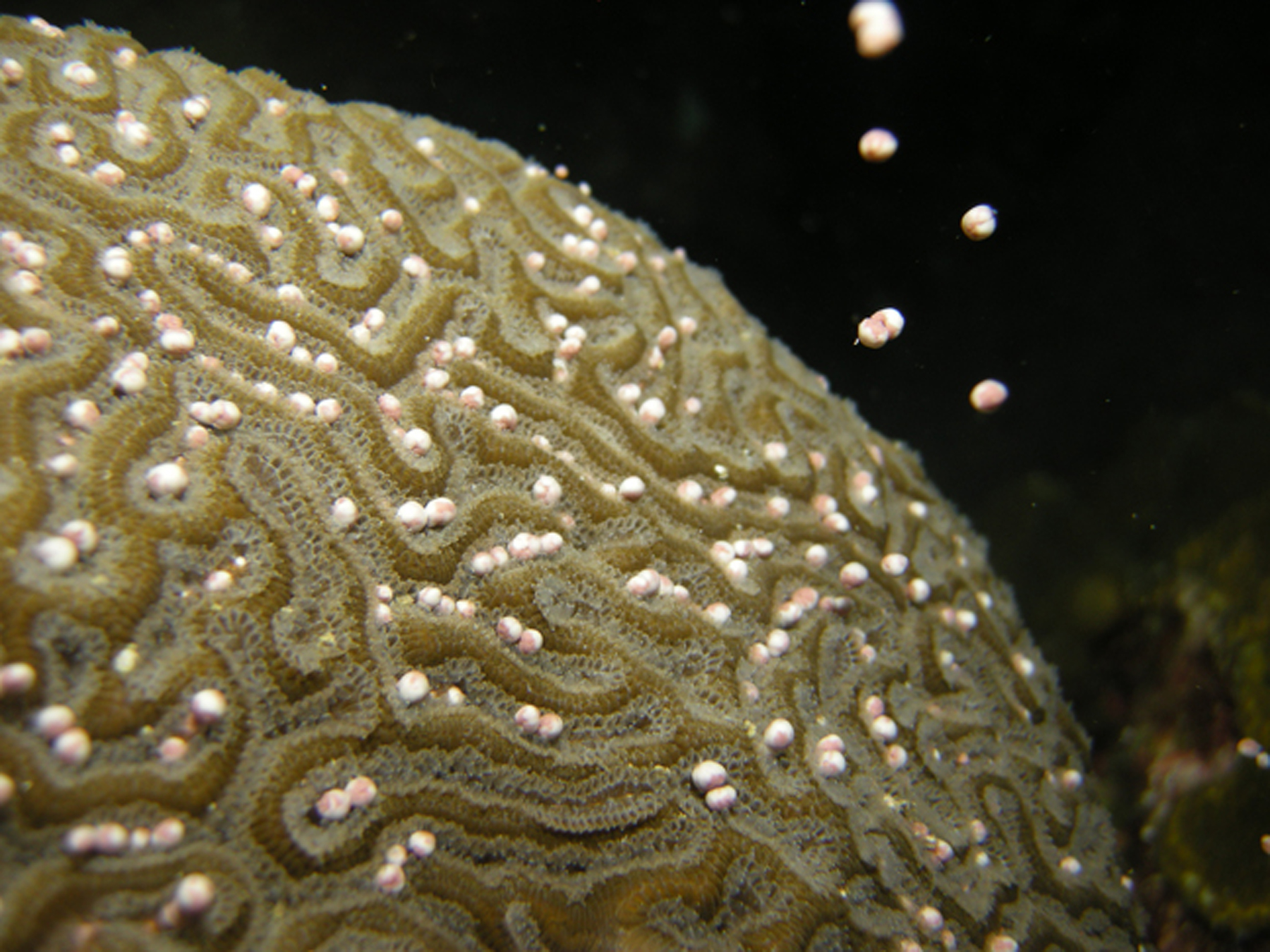
Pseudodiploria strigosa desovando

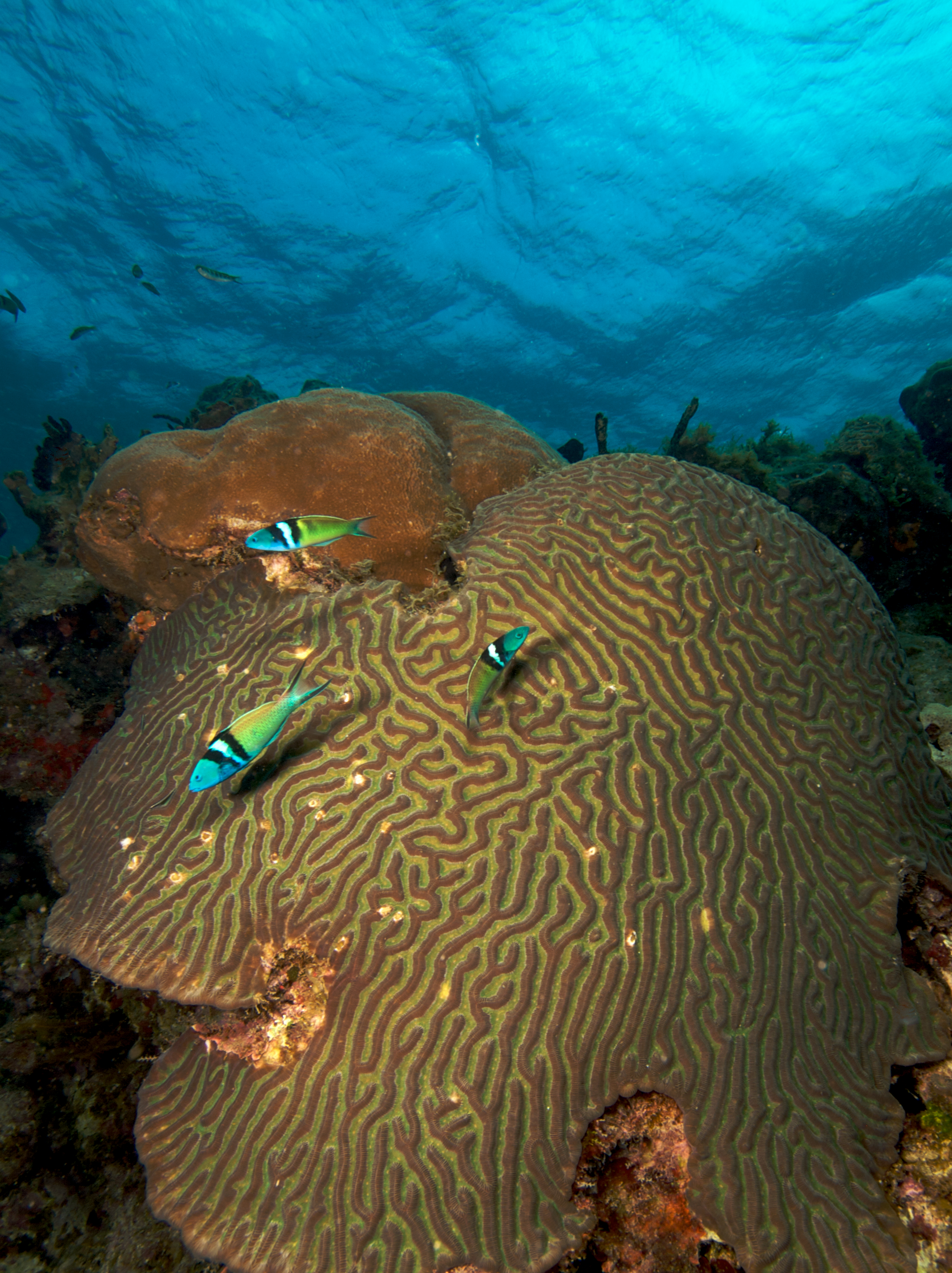
Tres lábridos Thalassoma bifasciatum sobre colonia de P. strigosa, Haití

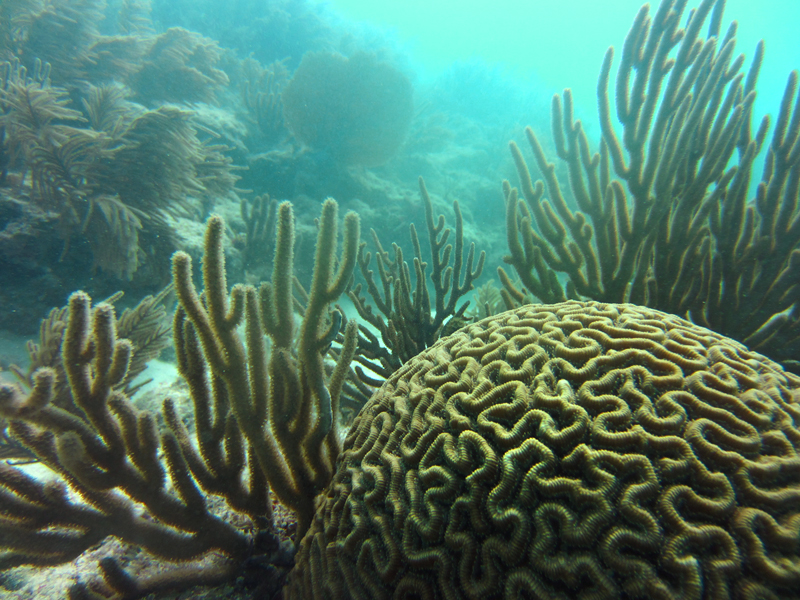
En Cayo Oeste, Florida, EE. UU.

Pseudodiploria strigosa es una especie de coral de la familia Mussidae, orden Scleractinia. 
La reciente descripción del género, en 2012, ha supuesto renombrar la, hasta entonces Diploria strigosa, separándola del género Diploria. 
Es una especie ampliamente distribuida en su rango geográfico, el Atlántico oeste tropical, y con poblaciones estables. En Bermuda es el coral dominante en los arrecifes. Es un coral hermatípico, tras la muerte del coral, su esqueleto contribuye a la construcción de arrecifes en la naturaleza.

## Morfología
Las colonias son masivas, en ocasiones incrustantes, y conforman de platos contorneados a cúpulas hemisféricas. Su superficie está cubierta de largos valles y crestas, en forma meandroide y en ocasiones interconectados, excepto en la franja cerca del borde de la colonia, donde tienden a volverse paralelos. Los valles suelen ser sinuosos, con un ancho de entre 6 y 9 mm. 
Los costae entre coralitos adyacentes son continuos e iguales en espesor. La columnela de los coralitos está bien desarrollada. Las líneas de pólipos están separadas por una pared llamada teca, líneas adyacentes de pólipos comparten la teca.  La teca, el septo y la columnela miden aproximadamente 3.5 mm, 6.6 mm y 4.6 mm, respectivamente.

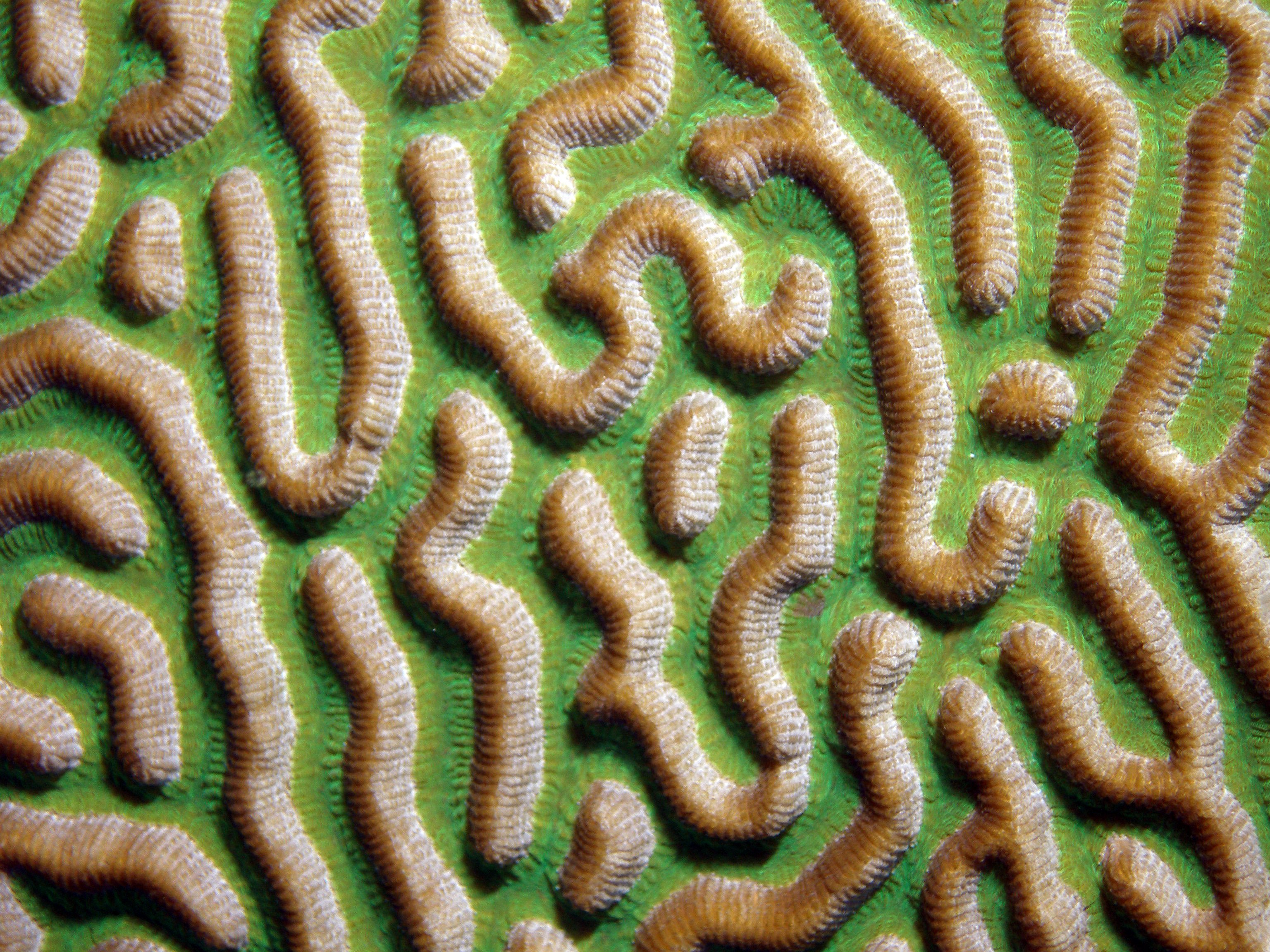
P. strigosa exhibe con frecuencia diferente coloración en valles y crestas de su superficie. Santuario Nacional Marino de Flower Garden Banks, EE.UU.
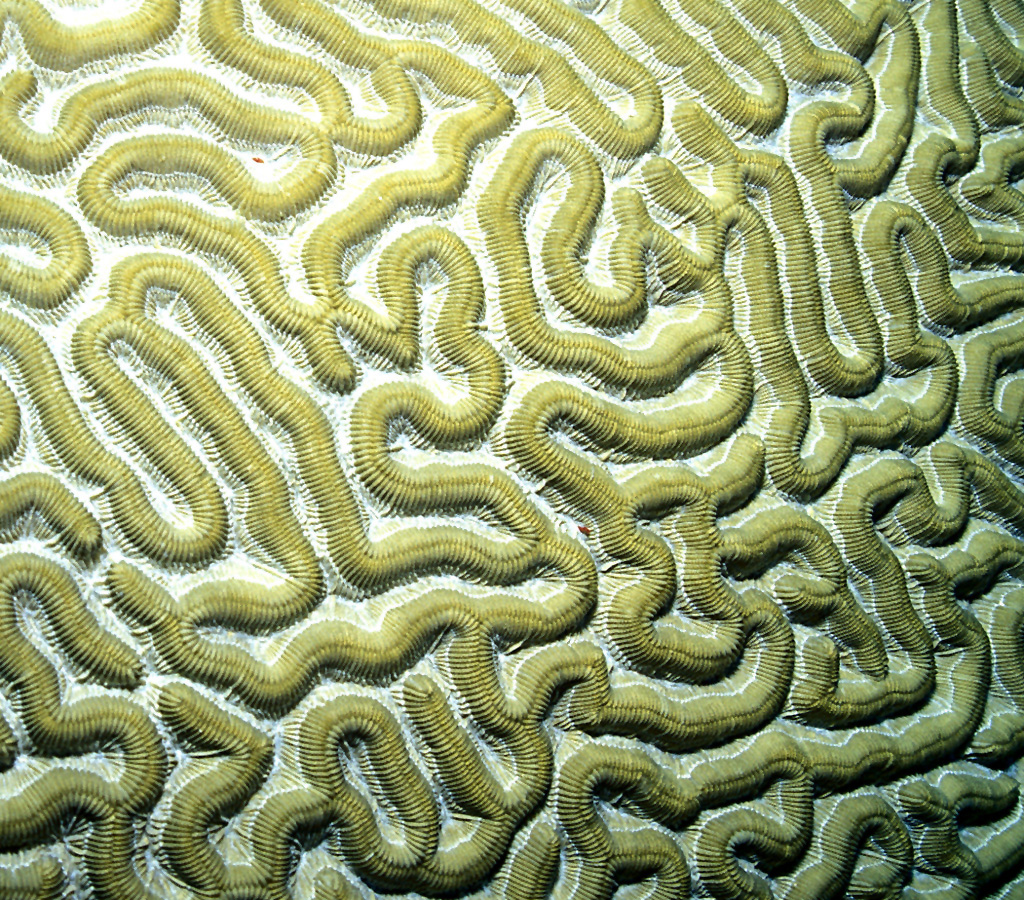
Ejemplar con pólipos retraídos, Curazao
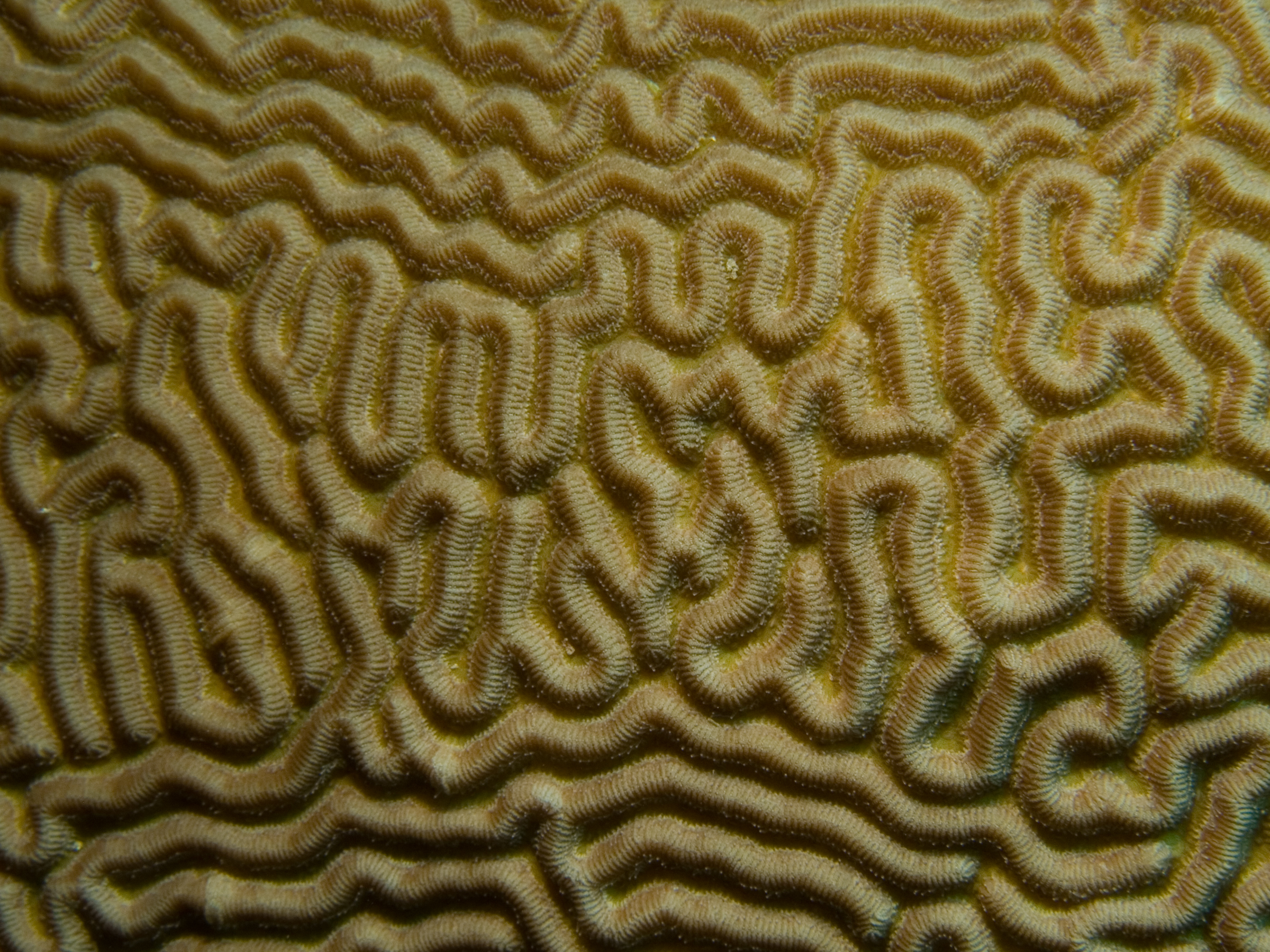
Ejemplar con pólipos expandidos, ampliando la imagen se observan los tentáculos en los valles, Haití

Las colonias alcanzan 1,8 metros de diámetro.
Las formas en su conjunto recuerdan a las circunvoluciones del cerebro humano, por lo que su nombre común es coral cerebro simétrico.
El color de los pólipos puede ser verde a marrón, marrón-amarillento, marrón-púrpura o gris azulado.

## Hábitat
Viven en casi todas las diferentes zonas de los arrecifes localizados en las zonas tropicales (a una latitud situada entre 30ºN y 20ºS), en zonas cercanas a las costas. Abundan especialmente en pendientes someras y lagunas arrecifales.
Habita entre 0,5 y 55 m de profundidad, mayoritariamente se encuentra hacia los 10 m, pero se reportan localizaciones hasta los 109 metros de profundidad, y en un rango de temperatura entre 19.81 y 28.06 °C.

## Distribución geográfica
Se distribuye en el océano Atlántico occidental, desde Florida, golfo de México, el Caribe, las Bahamas y Bermuda. Es especie nativa de Anguila; Antigua y Barbuda; Antillas Neerlandesas (Bonaire); Bahamas; Barbados; Belice; Bermuda; Bonaire, Sint Eustatius y Saba (Saba, Sint Eustatius); islas Caimán; Colombia; Costa Rica; Cuba; Curazao; Dominica; República Dominicana; Estados Unidos; Granada; Guadalupe; Haití; Honduras; Jamaica; México; Montserrat; Nicaragua; Panamá; Saint Barthélemy; San Kitts y Nevis; Santa Lucía; Saint Martin (parte francesa); San Vicente y las Granadinas; Sint Maarten (parte holandesa); Trinidad y Tobago; Turks y Caicos; Venezuela e islas Vírgenes Inglesas.

## Alimentación
Contienen algas simbióticas mutualistas (ambos organismos se benefician de la relación), llamadas zooxantelas. Las algas realizan la fotosíntesis produciendo oxígeno y azúcares, que son aprovechados por los pólipos, y se alimentan de los catabolitos del coral (especialmente fósforo y nitrógeno). Esto les proporciona entre el 70 y el 95% de sus necesidades alimenticias. El resto lo obtienen atrapando plancton y materia orgánica disuelta en el agua.

## Reproducción
Se reproducen asexualmente mediante gemación. Sexualmente son hermafroditas simultáneos, lo que quiere decir que las colonias generan gametos masculinos y femeninos, lanzando simultáneamente al exterior sus células sexuales, en los meses de septiembre a octubre (hacia las 23:00 horas, aproximadamente), siendo, por tanto, externa la fecundación. 
Los huevos, una vez fertilizados en el exterior, permanecen a la deriva arrastrados por las corrientes varios días, más tarde se forma una larva plánula que, tras deambular por la columna de agua marina, cae al fondo, se adhiere a él, y comienza su metamorfosis a la forma pólipo y la vida sésil. El pólipo secreta carbonato cálcico, que se va depositando en su parte basal para conformar un esqueleto, o coralito. Posteriormente, forman la colonia mediante la división de los pólipos por gemación. 